# ينابيع المسيحية (كتاب)
ينابيع المسيحية هو كتاب كتبه ميرزا غلام أحمد القادياني ونشر عام 1906. نُشرت الترجمة الإنجليزية الأولى في باكستان عام 1970. وقد تم تأليفه ردًا على كتاب ويليام سانت كلير تيسدال، ينابيع المسيحية الذي يتحدث عن مصادر الإسلام.